# 大久保忠恕
大久保 忠恕（おおくぼ たださと、天保4年（1833年） - 明治3年8月17日（1870年））は、江戸時代末期（幕末）の旗本。官位は従五位下豊後守、のちに主膳正。号は檉軒。松平康國（漢学者）や佐久間信恭（英語学者）らの父。

## 来歴
大久保忠隣の四男幸信を祖とする旗本大久保家（5000石）の養子となる。中奥小姓、西丸小姓組番頭、書院番頭、御側衆、西丸御側衆、大番頭、本所深川火事見廻、学問所心得頭取、中川番、目付を歴任し、文久2年（1862年）長崎奉行となり文久3年（1863年）大目付（兼帯道中奉行）まで栄進するが元治元年（1864年）6月17日罷免され、甲府勤番頭となり、慶応元年（1865年）12月から京都東町奉行となり、慶応3年（1867年）12月まで務め（王政復古により廃止）、陸軍奉行並（〜慶応4年（1868年）2月9日）に転任し、鳥羽・伏見の戦いにおいて従軍し鳥羽街道を進む別軍として大垣藩兵や佐々木唯三郎率いる見廻組などの幕軍を指揮した。